# Белз
Белз (фр. Belz) насеље је и општина у северозападној Француској у региону Бретања, у департману Морбијан која припада префектури Лорјен.
По подацима из 2011. године у општини је живело 3.508 становника, а густина насељености је износила 223,87 становника/km². Општина се простире на површини од 15,67 km². Налази се на средњој надморској висини од 10 метара (максималној 33 m, а минималној 0 m).

## Демографија
| 1962. | 1968. | 1975. | 1982. | 1990. | 1999. | 2011. |
| ----- | ----- | ----- | ----- | ----- | ----- | ----- |
| 3.179 | 3.353 | 3.398 | 3.398 | 3.372 | 3.289 | 3.508 |

График промене броја становника у току последњих година